# Estudios de ciencia, tecnología y sociedad

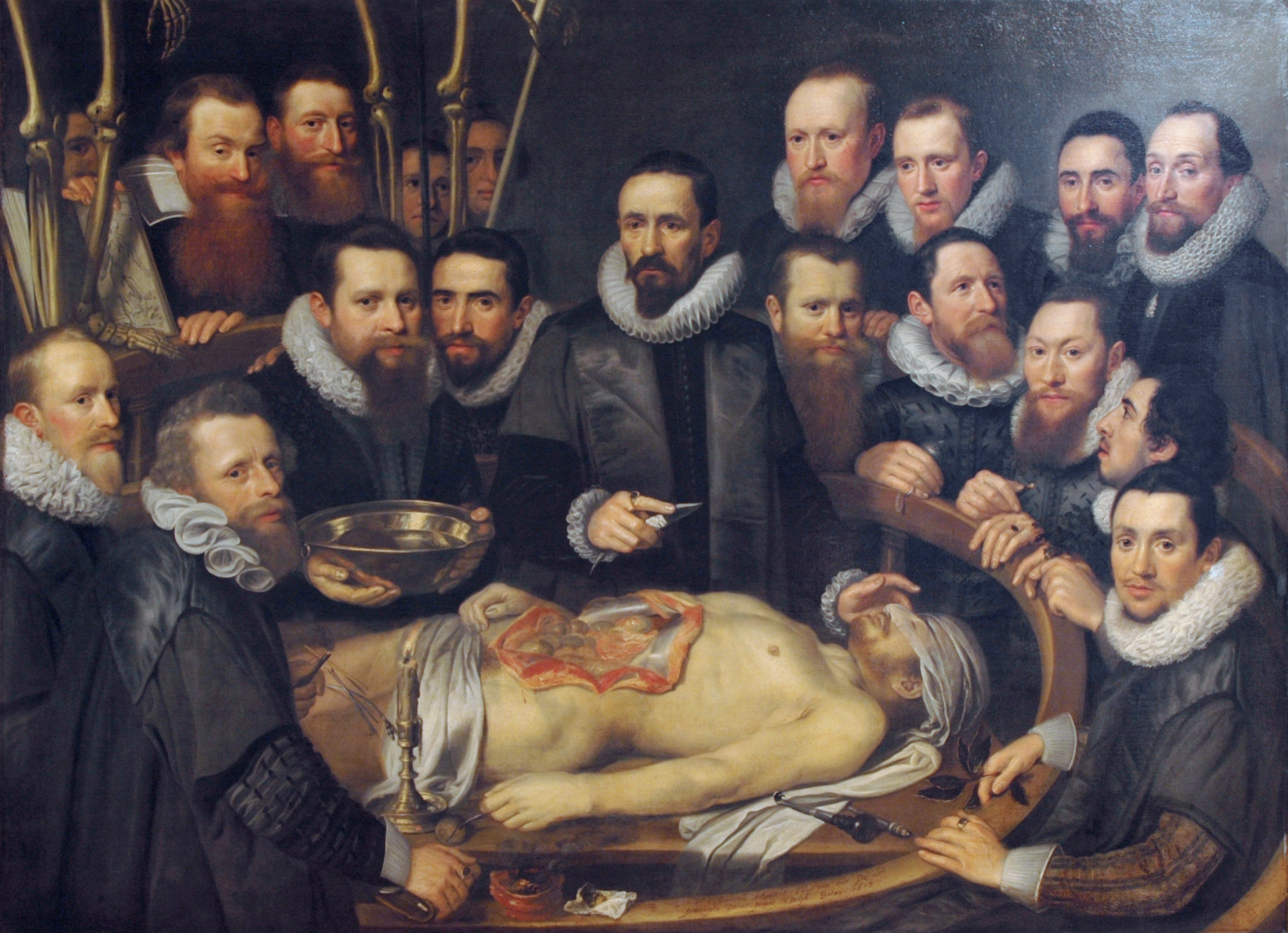
Lección de anatomía del doctor Willem van der Meer, Michiel Jansz. van Mierevelt y Pieter Michielsz van Mierevelt.

Los estudios sociales sobre ciencia y tecnología abarcan un campo interdisciplinario de estudios sobre los efectos culturales, éticos y políticos del conocimiento científico y la innovación tecnológica. Colocan el énfasis en la interpretación sobre las utilidades, apropiaciones e impactos en la vida cotidiana de las personas, con el objetivo de romper las antiguas barreras de investigación científico-técnica.
En las regiones de habla hispana, este tipo de inquietudes y de reflexiones han llegado con el nombre común de estudios de/sobre Ciencia, Tecnología, y Sociedad (abreviado CTS), lo que en las regiones de habla inglesa se conoce como Science and Technology Studies (Estudios de Ciencia y Tecnología) o Science, Technology and Society (Ciencia, Tecnología y Sociedad), ambas con el acrónimo STS. En las regiones de lengua hispana, la multidisciplinariedad en CTS incluye desde el principio los ámbitos de la sociología, la filosofía, la historia y la antropología, así como incorpora desde sus orígenes en los movimientos en defensa de los derechos humanos, el movimiento feminista, las corrientes medioambientalistas, pacifistas y los primeros grupos de LGBT surgidos sobre todo tras la guerra del Vietnam. Por sus orígenes y naturaleza vemos cierto paralelismo entre este campo y otros tipos de estudios culturales.

## Antecedentes
Desde los orígenes de la humanidad que el conocimiento es un tema central en la forma de vida. Las primeras civilizaciones hicieron uso y registro de sus conocimientos por diferentes tradiciones y mecanismos, los cuales institucionalizaron la existencia de la ciencia y tecnología que entendemos hoy, sin que fueran llamadas así. En las civilizaciones china y egipcia, se le otorgó relevancia a la tecnología por sobre a la ciencia, siendo esta una primera manifestación sistemática de las culturas materiales. En contraste, la civilización griega tuvo un enorme foco en la reflexión para acercarse a la comprensión de la realidad, estableciendo los cimientos de la filosofía y la ciencia moderna.
Los siglos posteriores a la caída de Roma y el auge del cristianismo (en occidente) y el islamismo (en Oriente) vincularon las búsquedas de la verdad a una explicación teológica y monista. No fue hasta el Renacimiento Europeo, cuando la Revolución científica(un periodo histórico dominado por la reflexión de la realidad con una base experimental) sistematizó y reinterpretó lo que se entiende como conocimiento. El surgimiento de la Royal Society en Inglaterra y de la Academia de Ciencias de Francia institucionaliza la ciencia con fines públicos. Durante el siglo XVIII la comunidad científica francesa le dio prioridad al desarrollo de la ciencia, bajo la creencia de que sólo lo que fuera conocido teóricamente sería confiable y tendría éxito.
La industrialización de la ciencia y la tecnología pasa por tres etapas a lo largo de la historia. La primera, el período amateur (entre los siglos XVII y XVIII, coincidiendo con la Revolución Científica). Durante esa época los científicos no están especializados pero, por otra parte, son autosuficientes económicamente. Aparecen las primeras asociaciones y comunicaciones regulares entre científicos. A esta fase le sigue un período académico (entre el siglo XVIII y la Segunda Guerra Mundial). Emergen entonces los primeros laboratorios privados de investigación y desarrollo. Los científicos se especializan y son financiados ahora por universidades pero manteniendo la independencia de acción respecto al poder político.
Por último, el período profesional o tecnocientífico (que abarca desde la Segunda Guerra Mundial hasta la actualidad, conocido como Big Science o Gran Ciencia). Hay un aumento del coste y escala de las investigaciones, que provoca la dependencia de científicos e investigaciones con las fuentes económicas del ejército, los estados y las industrias. Aparecen los primeros proyectos globales de investigación, haciéndose patentes los lazos entre conocimiento, innovación y cultura. La promoción de la ciencia y tecnología en relación con su impacto económico y social comienzan a orientar agendas políticas desde finales de la Segunda Guerra Mundial. Actualmente el desarrollo de un país es medido sobre la base de lo que se dedica a ciencia y a tecnología, sin embargo, invertir en esos rubros no siempre asegura el enriquecimiento ni el progreso de un país.
Es en este último período en el cual se segregan los estudios de CTS de otros campos, como consecuencia de la necesidad de comprender rigurosamente las innovaciones tecnológicas y el conocimiento científico como un elemento de la cultura global, como un motor del desarrollo de las naciones, un agente democratizador de los ciudadanos y sus relaciones con los avances de la humanidad en materia tecnocientífica en un mundo globalizado.
Lo anterior trae como evidencia que las relaciones entre ciencia y tecnología a través de la historia han tenido una compleja evolución, donde inicialmente son comprendidas como una misma cosa; luego son consideradas como realidades independientes desde el surgimiento de las primeras civilizaciones hasta la Edad Moderna; pero progresivamente se van relacionando, hasta que a partir de la Segunda Revolución Industrial, la tecnología es una ciencia aplicada; y actualmente se habla de tecnociencia, el cual amplia una mirada más profunda a la interacción entre ciencia y tecnología.

## Influencia
Dado el carácter universal de la ciencia, su influencia se extiende a todos los campos de la sociedad, desde el desarrollo tecnológico a los modernos problemas de tipo jurídico relacionados con campos de la medicina o la genética. En ocasiones la investigación científica permite abordar temas de gran calado social como el Proyecto Genoma Humano y grandes implicaciones éticas como el desarrollo del armamento nuclear, la clonación, la eutanasia y el uso de las células madre.

## Beneficios del pensamiento científico
El pensamiento científico es una forma sistemática de observar y comprender el mundo natural que nos rodea. Su uso ha permitido a la humanidad adquirir conocimientos profundos y precisos sobre el universo, y ha impulsado el avance en áreas como la tecnología, la medicina y la energía.
Uno de los beneficios más importantes del pensamiento científico es que nos permite obtener una comprensión objetiva y rigurosa de la realidad. Los científicos utilizan métodos empíricos y rigurosos para recopilar datos, formular hipótesis y probar teorías. Como resultado, el conocimiento científico se basa en evidencias y hechos, lo que nos ayuda a comprender la realidad de manera más precisa y confiable.
Además, el pensamiento científico ha permitido avances significativos en el bienestar humano. La medicina moderna, por ejemplo, se basa en el conocimiento científico para desarrollar tratamientos efectivos y prevenir enfermedades. La tecnología también se ha beneficiado del pensamiento científico, lo que ha permitido el desarrollo de dispositivos y sistemas más avanzados que mejoran la calidad de vida de las personas.

## Requerimientos
Asimismo, la investigación científica moderna requiere, en ocasiones, de importantes inversiones en grandes instalaciones como grandes aceleradores de partículas (CERN), la exploración espacial o la investigación de la fusión nuclear en proyectos como ITER.

## Conformación como campo de estudio
En el período posguerra, y en particular a partir desde los años 60, la producción científica experimenta un crecimiento exponencial, desde el aumento de personas dedicadas a la ciencia, a la inversión económica de países como Estados Unidos, Japón, Alemania, Reino Unido y Francia en el desarrollo de ciencias y tecnologías, la creación de instituciones públicas y privadas orientadas a la investigación científica. Frente a eventos tales como el holocausto y la amenaza nuclear, surgen organizaciones y movimientos sociales que observan críticamente el quehacer y la responsabilidad de la ciencia y los científicos sobre el impacto de la tecnología en la sociedad.

### Estudios
Los primeros estudios CTS se desarrollaron de forma independiente durante los años 60, sin tener en cuenta los demás estudios realizados hasta los años 80, aunque la monografía de Ludwik Fleck (1935) Génesis y desarrollo de un hecho científico anticipó muchos de los temas clave de CTS:
- Estudios de ciencias, una rama de la sociología del conocimiento científico que estudia las prácticas científicas en su contexto social.

- Historia de la tecnología, que analiza la tecnología en su contexto social e histórico. Comenzó en los años 60 de mano de algunos historiadores que cuestionaban el determinismo tecnológico, una doctrina que puede inducir pasividad pública hacia el "desarrollo natural" de la tecnología y la ciencia. Al mismo tiempo, algunos historiadores comenzaron a desarrollar acercamientos semejantemente en el contexto de la historia de la medicina.

- Historia y filosofía de la ciencia (años 60). Después de la publicación de Thomas Kuhn La estructura de revoluciones científicas (1962), que atribuyeron cambios en teorías científicas a los cambios en paradigmas intelectuales, los programas fueron fundados en la Universidad de California, Berkeley, donde se unieron historiadores de la ciencia y filósofos en programas unificados.

- Ciencia, Tecnología y Sociedad en la segunda mitad de los años 60. Estudiantes y movimientos sociales ligados a universidades de Estados Unidos y del Reino Unido, o vinculados a centros europeos, ayudaron a poner en marcha una gama de nuevos campos interdisciplinarios (por ejemplo Estudios feministas) que fueron vistos como asuntos relevantes que el plan de estudios tradicional que no los tenía en cuenta. Desde una gran variedad de disciplinas (incluyendo la antropología, la historia, la ciencia política, y la sociología) los eruditos en estos programas crearon los planes de estudios dedicados a explorar las cuestiones que surgían a través del análisis crítico de la ciencia y la tecnología. Al revés de lo que ocurría con los eruditos en estudios de ciencia, historia de la tecnología, o historia y filosofía de la ciencia, los eruditos en Tecnología y Sociedad se veían a sí mismos más como activistas que trabajaban para el cambio, que investigadores dentro de la desapasionada torre de marfil académica. Como un ejemplo del impulso activista, las eruditas feministas en ésta y otras áreas emergentes de CTS se dedicaron al estudio de la exclusión de las mujeres en las actividades científicas y en la ingeniería.

- Ciencia, ingeniería, y políticas públicas. Los estudios emergieron en los años 70 casi con las mismas preocupaciones que motivaron a los pioneros de los movimientos sobre CTS. En ciertos aspectos, la ciencia y la tecnología estaban cada vez más en desacuerdo con los intereses sociales y del público. Los movimientos sociales intentaban humanizar a los que hacían ciencia y tecnología, pero con resultados generalmente magros. Pero estudiantes con buenas calificaciones profesionales se sentían buenos y lícitos jugadores en políticas sobre ciencia y tecnología. Y algunos programas vinieron a acentuar metodologías cuantitativas (léase: actividades de ingeniería de sistemas). Por cierto otros desarrollaron acercamientos sociológicos y cualitativos, y encontraron que sus intereses más cercanos podrían ser encontrados entre eruditos en ciencia, tecnología, y departamentos de estudios sociales.[9]

## Escuelas (cronología)
En los años 70 Ellting E. Morrison funda el programa de CTS en el Instituto Tecnológico de Massachusetts, el cual sirvió como modelo para muchas escuelas y un primer núcleo intelectual con pensadores como Leo Marx, Loren Graham, Evelyn Koxh Keller, Theodore Postol entre otros.
Durante los años 70 y los años 80, las universidades principales de Estados Unidos, Reino Unido, y Europa, comenzaron a dibujar estos varios componentes juntos en nuevos e interdisciplinarios programas. Por ejemplo, en los años 70, la Universidad Cornell desarrolló un nuevo programa que unió estudios sobre ciencia con eruditos de orientación política, y con historiadores y filósofos de la ciencia y de la tecnología. Cada uno de estos programas desarrolló identidades únicas, debido a las grandes variaciones en los componentes que fueron integrados juntos, así como su exacta localización dentro de los centros terciarios. Otro ejemplo es la Universidad de Virginia, en un programa sobre CTS unió a eruditos extraídos de una variedad de campos (con fuerza particular en historia de la tecnología); sin embargo, el programa que tiene la responsabilidad de la enseñanza, está situado dentro de la escuela de ingeniería, y enseña a los estudiantes éticas respecto de los fines perseguidos.
Actualmente existen más de 50 escuelas en todo el mundo que desarrollan programas de ciencia, tecnología y sociedad.[cita requerida]

## Campos de estudios en CTS
Muchos son los estudios realizados de Ciencia Tecnología y Sociedad (CTS) con la voluntad de abrir la caja negra científico-técnica. Entre los estudios más importantes vale la pena destacar la tesis de la infradeterminación empírica de las teorías científicas o teoría de Duhem-Quine y la tesis de la carga teórica de la observación. Estos estudios revelan una crisis de la imagen heredada de la ciencia. Hasta hacía poco los estudios científicos y técnicos se había limitado a una historia de las ideas, una filosofía de la ciencia (que tenía en cuenta únicamente cuestiones epistemológicas y criterios de demarcación) y una sociología de la ciencia (que estudiaba únicamente las instituciones y organizaciones científicas, sin llegar a profundizar en el proceso científico-técnico).

### Programa Fuerte
El programa fuerte es una variante de la sociología del conocimiento científico particularmente asociado con David Bloor, Barry Barnes, Harry Collins, Donald A. MacKenzie y John Henry. Se le atribuye al programa fuerte una influencia sin precedentes en los Estudios de Ciencia y Tecnología (Latour 1999). La escuela de pensamiento, en gran parte con base en Edimburgo, ha ilustrado como la existencia de una comunidad científica, ligado a la filiación a un paradigma compartido, es un prerrequisito para la actividad científica normal.

### Construcción social de la tecnología
El modelo SCOT  (por las siglas en inglés de Social Construction of Technology), también conocido como Construcción social de la tecnología, es un programa que es parte de la sociología de la tecnología, en el que el proceso de desarrollo tecnológico es descrito como un proceso de variación y selección. Es un enfoque constructivista, teórico y empírico, para estudiar la innovación, diseminación y el procesado de tecnologías en sus contextos sociales.

### Estudios de ciencias
Los estudios de ciencias son un área de investigación interdisciplinaria que busca situar la experiencia científica en contextos sociales, históricos y filosóficos amplios. Utiliza varios métodos para analizar la producción, representación y recepción del conocimiento científico y su papel epistémico y semiótico. 
La ciencia ha contribuido enormemente al progreso humano en diversos campos, desde la medicina y la tecnología hasta la física y la astronomía. En términos generales, la ciencia ha proporcionado una comprensión más profunda y precisa del mundo natural, lo que ha permitido avances significativos en la calidad de vida de las personas.
Sin embargo, la ciencia también ha tenido algunos efectos negativos, como la creación de armas de destrucción masiva y la explotación desmedida de los recursos naturales. La ciencia también ha llevado a debates sobre cuestiones éticas, como la experimentación en animales y humanos, y la creación de vida artificial.

### Análisis del discurso científico
A partir del modelo de los positivistas lógicos del círculo de Viena en los años 30 y 40 surge un interés en el estudio del discurso experto en la formación de conocimiento. Investigadores como Michael Mulkay y Nigel Gilbert realizan estudios para descubrir cuáles son los métodos que utilizan los científicos para explicar, representar y dar sentido a las prácticas científicas.

### Teoría del actor-red
La Teoría del Actor-Red, conocida como ANT (siglas de la expresión inglesa Actor-Network Theory), es un enfoque ontológico característico de teoría social y de investigación originado en el campo de los estudios sociales de la ciencia en los años 1980. Fue iniciada por Bruno Latour, Michel Callon y otros investigadores del Centro de sociología de la innovación de Mines ParisTech, en Francia. También han colaborado en su elaboración investigadores anglosajones como John Law, Arie Rip, Susan Leigh Star y Geoffrey Bowker.

### Programa reflexivo
Steve Woolgar y Malcom Ashmore utilizan el principio reflexivo establecido por el Programa Fuerte para analizar ciencia y tecnología, a través de la aplicación de técnicas de representación.

### Teoría Crítica de la Tecnología
Desarrollada por el filósofo Andrew Feenberg, propone una revisión de las ideas de la filosofía crítica del siglo XX, como la Escuela de Fráncfort, especialmente Jürgen Habermas y Herbert Marcuse (de quien fue alumno), además de otros filósofos de la tecnología como Martin Heidegger. Supera definitivamente el determinismo tecnológico, reconociendo que la tecnología no se desarrolla de forma autónoma a la esfera social y que no la influencia unívocamente. Niega también la idea de un progreso tecnológico determinado por el ser la tecnología hecha por el ser humano de forma intencional (instrumentalismo). Así como también se aleja de la visión de una tecnología que sigue los valores de la eficiencia y escapa del control del ser humano (esencialismo). Propone en cambio que es posible pensar una tecnología que no sea autónoma al ser humano y que pueda estar influenciada por valores y un proyecto que respete los principios democráticos y el medio ambiente sin perder en eficiencia.

#### En español
- Funtowicz, S y Ravetz, J. B. (1993): La ciencia posnormal, Barcelona, Icaria. Páginas: 23-46.
- Guijarro Mora, Víctor y González de la Lastra, Leonor (2015), La comprensión cultural de la tecnología. Una introducción histórica, Madrid, Universitas.
- Medina, Manuel (1985): De la techne a la tecnología, Valencia, Tirant lo Blanch ediciones.
- Ordóñez, Javier.; Ciencia, Tecnología e Historia: Una alianza incompleta; Cátedra Alfonso Reyes (ITESM) / Javier Ordóñez (México); 2001 (1ª edición) Páginas 51-77.
- Sanmartín Esplugues, José (1987): Los nuevos redentores. Reflexiones sobre la ingeniería genética, la sociobiología y el mundo feliz que nos prometen, Barcelona, Anthropos.
- Sanmartín Esplugues, José (1990): Tecnología y futuro humano, Barcelona, Anthropos.
- Solivérez, Carlos E.; Ciencia, técnica y sociedad; Facultad Latinoamericana de Ciencias Sociales; Buenos Aires (Argentina); 1992.
- Solivérez, Carlos E.; Las tecnologías en Argentina: breve historia social; Edi. Capital Intelectual; Buenos Aires (Argentina); 2006; ISBN 9789871181919.